# Кел (Илиноис)
Кел (енгл. Kell) град је у америчкој савезној држави Илиноис.

## Демографија
По попису из 2010. године број становника је 219, што је 12 (-5,2%) становника мање него 2000. године.
| Група             | 2000.        | 2010.       |
| Белци             | 231 (100,0%) | 214 (97,7%) |
| Афроамериканци    | 0 (0,0%)     | 0 (0,0%)    |
| Азијати           | 0 (0,0%)     | 0 (0,0%)    |
| Хиспаноамериканци | 0 (0,0%)     | 3 (1,4%)    |
| Укупно            | 231          | 219         |